# کوستیلتین بالابانوف
کوستیلتین بالابانوف (اوکراینی: Костянтин Олексійович Балабанов؛ زادهٔ ۱۳ اوت ۱۹۸۲) بازیکن فوتبال اهل اوکراین است.
از باشگاه‌هایی که در آن بازی کرده‌است می‌توان به باشگاه فوتبال کریفباس کریفیی ریه، باشگاه فوتبال دنیپرو، و باشگاه فوتبال چورنومورتس اودسا اشاره کرد.
وی همچنین در تیم ملی فوتبال اوکراین بازی کرده‌است.